# 松山町 (埼玉県)
松山町（まつやままち）は、埼玉県比企郡にあった町。1954年に大岡村・唐子村・高坂村・野本村と合併して東松山市となり廃止した。
また、合併後の東松山市内には現在でも、松山町（まつやまちょう）1丁目、2丁目、3丁目という町名がある。

## 地理
- 河川 - 市野川

### 隣接自治体
（かっこ内は現在の自治体）
- 比企郡
  - 大岡村（東松山市）
  - 唐子村（東松山市）
  - 野本村（東松山市）
  - 福田村（滑川町）
  - 宮前村（滑川町）
  - 西吉見村（吉見町）
- 大里郡
  - 吉見村（熊谷市）

## 歴史
- 1889年4月1日 - 町村制施行に伴い、比企郡松山町・市ノ川村・野田村・東平村が合併し、松山町となる。
- 1954年7月1日 - 大岡村・唐子村・高坂村・野本村と合併し、東松山市となる。